# 梨山賓館
梨山賓館（英語：The Lishan Guest House)，古代宮殿式建築，海拔1935公尺，位於台灣台中市和平區梨山中心地區。自1959年開始興建，1965年落成完工，為梨山最早興建的旅館，是早年蔣公巡視臺灣時居住與接待國外賓客及擬定國家方向、大政方針的主要行館之一，其古色古香的外觀也已成為中橫歷史地標。

## 建築特色
大紅色的外觀建築特色與台北圓山、高雄圓山皆出自於知名建築師楊卓成之手，被稱為台灣三大宮殿式旅館，也是台灣最高的宮殿式旅館。前方海拔3000-3800多公尺的劍山、佳陽山、大劍山、雪山、桃山（國父峰）群山氣勢磅礴，遙望環山部落、思源埡口風光旖旎，背靠2600公尺福壽山。藍天白雲下、綠樹掩映中，紅牆黃瓦、歇山式屋頂、雕樑畫棟，依山勢次第落成的大殿、本館、行館、分館、別館等，無不彰顯中國傳統宮殿建築特色。
歷經九二一大地震、72水災的洗禮，梨山賓館漸漸失去了昔日風華，後經觀光局整修，已於2012年（民國101年）重新開業。風水寶地梨山賓館已風華再現，如台灣最後的秘境，靜靜等候十方賓客來訪。

## 相片集

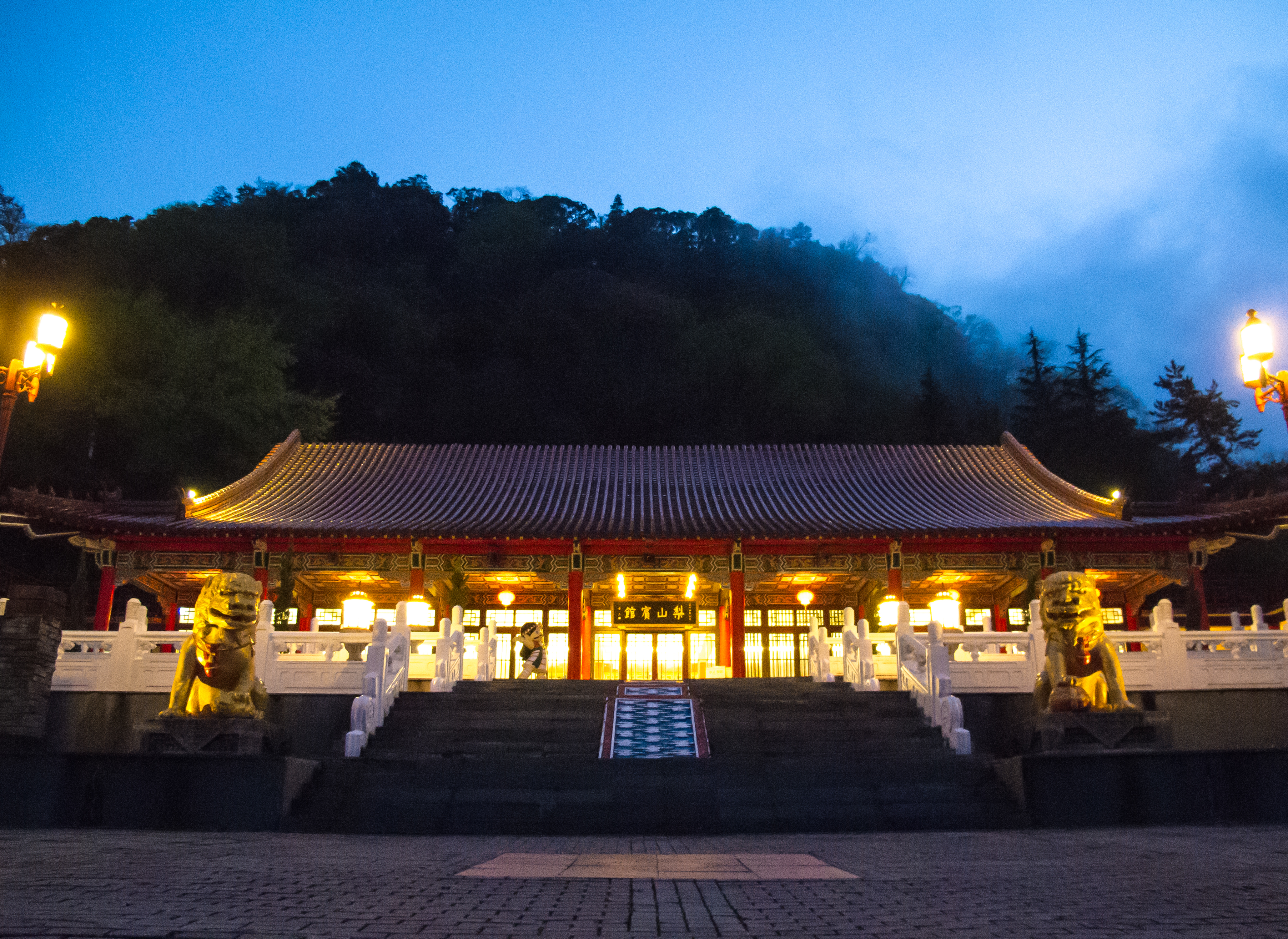
夜晚的梨山賓館。
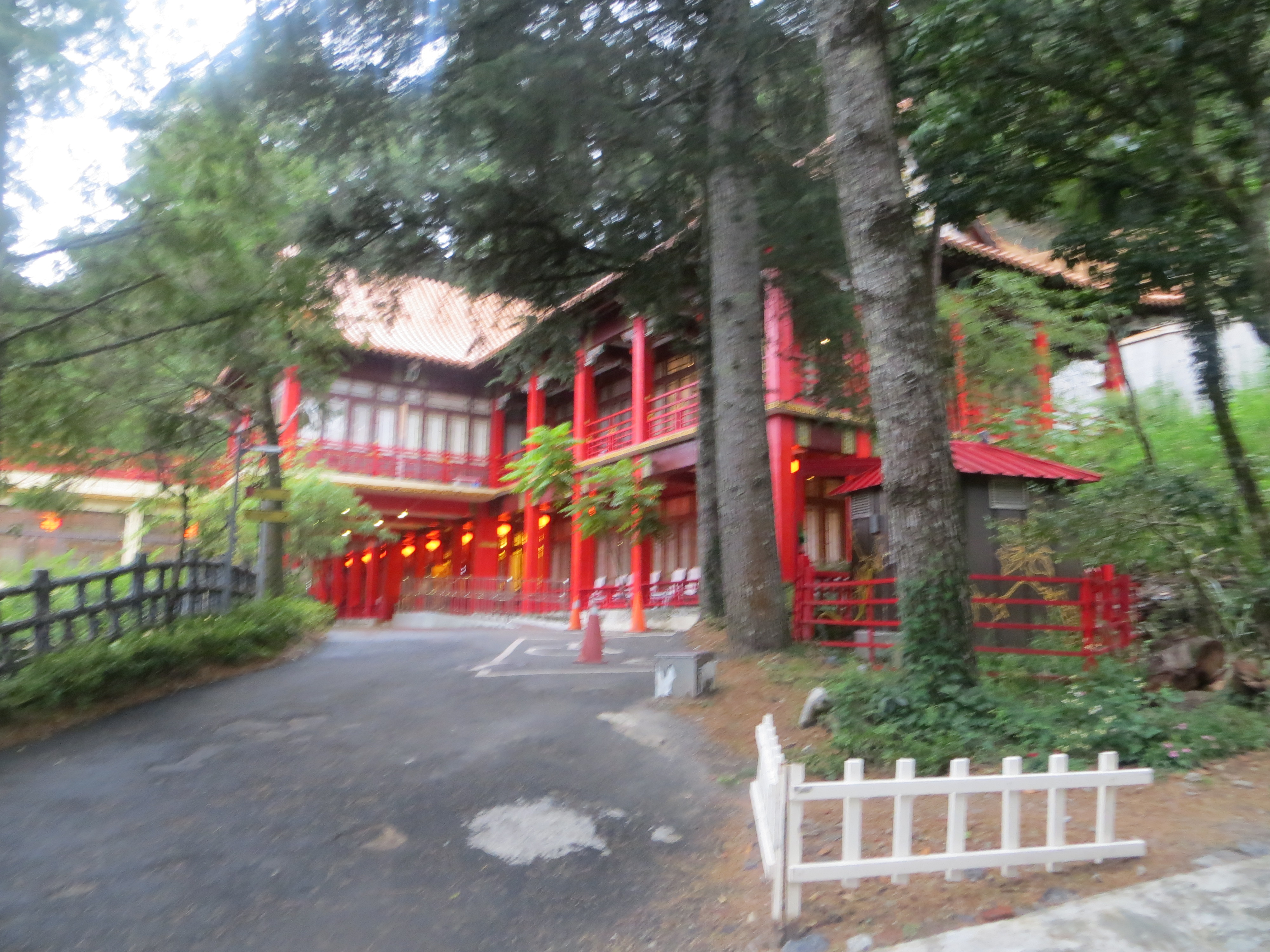
蔣公行館，為服務櫃台所在，是梨山賓館正門。
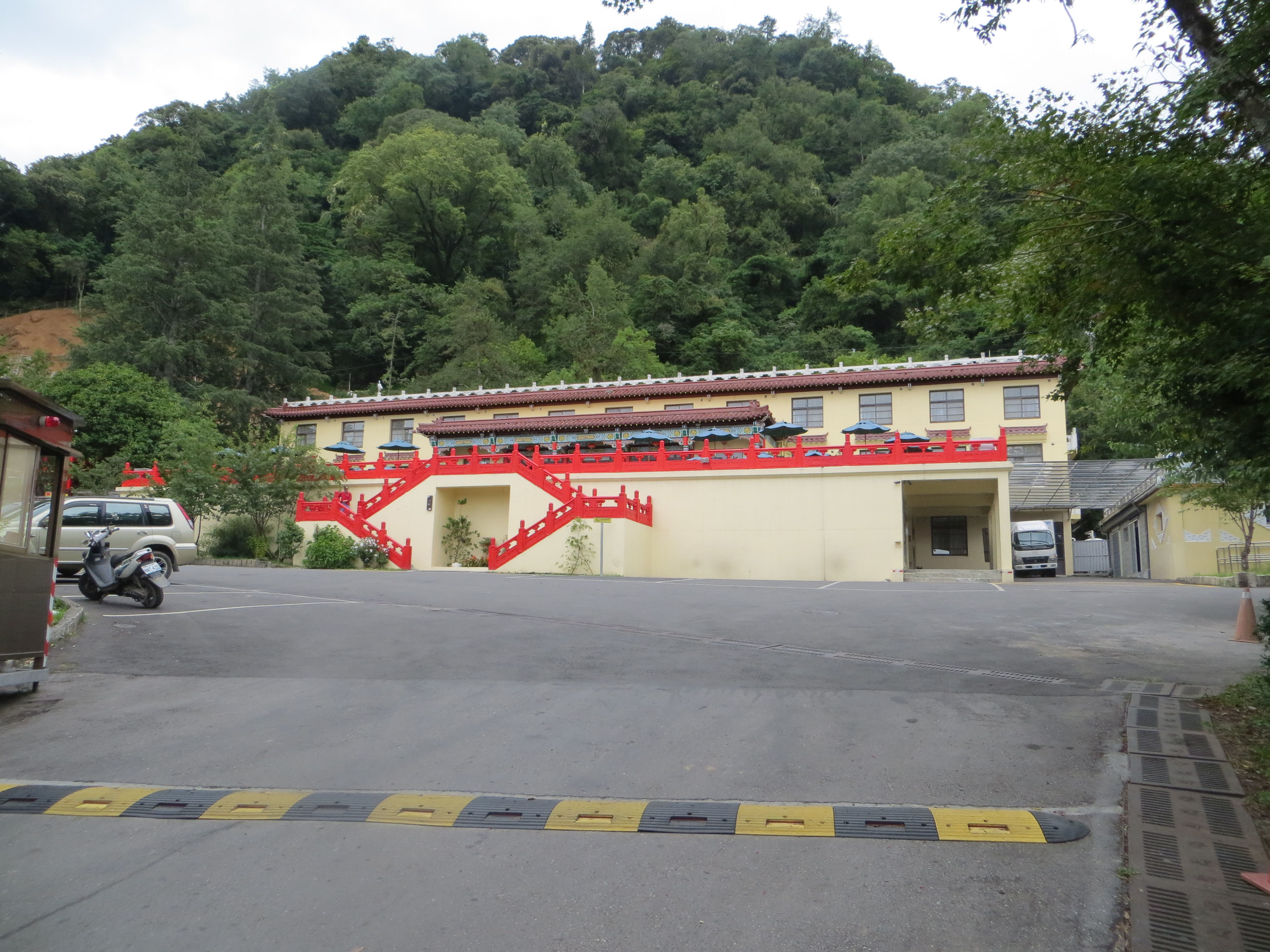
梨山賓館分館
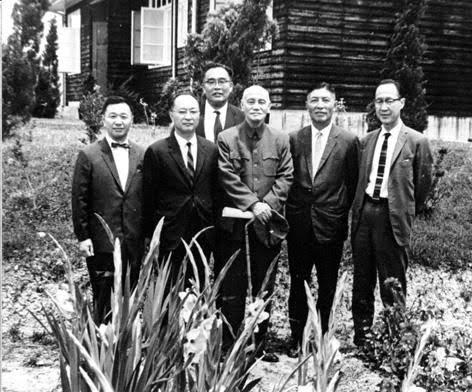
1967年7月，劉大中、蔣碩傑、顧應昌、費景漢四院士在梨山行館向蔣中正總統提出有關台灣財經改革意見。左起顧應昌院士、劉大中院士、費景漢院士、蔣中正總統、經濟部長李國鼎先生、蔣碩傑院士。

## 外部連結
- 梨山賓館 （页面存档备份，存于）
- 梨山賓館 臺灣旅宿網
- 梨山賓館-台灣最高宮殿旅館的Facebook專頁
- YouTube上的【梨山美景4K Live cam】梨山賓館即時影像｜Lishan Hotel｜梨山ホテル—交通部觀光署-參山風管處